# Министерство образования Эквадора
Министерство образования Эквадора было создано 16 апреля 1884 года во время правления Хосе Марии Пласидо Кааманьо. Министерство образования Эквадора отвечает за национальное образование в начальной, основной и старшей школе.

## История
В 1884 году было создано Министерство народного просвещения для организации, управления и контроля над учреждениями, предлагающими различные возможности обучения. По данным статистики, в этом году действовало 1207 начальных школ, в которых обучалось 76 150 учащихся, преподавало 1605 учителей; и 45 средних школ с 7220 учащимися и 516 учителями. Органический закон народного образования 1906 года определяет, что государственное обучение происходит во всех национальных учреждениях, поддерживаемых государством: оно включает начальное, среднее и высшее образование, которое организуется и развивается в школах, колледжах и университетах. Начальная школа состоит из трёх классов: начального, среднего и высшего. Средняя школа делится на три секции: низшую, высшую и специальную. Высшее образование включает в себя следующие факультеты: юриспруденции; медицины, хирургии и фармации; математических, физических и естественных наук. В соответствии с этим Законом также создаются педагогические школы, школы искусств и ремёсел, а также институционализируются бесплатные образовательные учреждения, поддерживаемые корпорациями или физическими и/или юридическими лицами.
В 1966 году произошло одно из главных нововведений — организация среднего образования в два этапа: трёхлетний основной цикл; и диверсифицированный цикл, также трёхлетний. Основной цикл направлен на то, чтобы предоставить учащемуся прочную общую культуру и подготовить его к работе с точки зрения профессиональной ориентации посредством практических возможностей. Диверсифицированный цикл направлен на то, чтобы предоставить учащемуся дифференцированное образование в соответствии с основными видами человеческой деятельности, обучение либо в научной/гуманитарной области, либо в технической области.
В 2010 году началась реформа системы среднего образования путём отмены бакалавриата по специальностям и введения единого бакалавриата, в 2012 году государство в сотрудничестве с Международной организацией бакалавриата ввело международный бакалавриат в государственных школах, этот тип средней школы сохранялся до 2020 года, когда из-за нехватки бюджета организация прекратила выдачу дипломов.
Эта реформа затронула школы изящных искусств и музыкальные консерватории, которым пришлось интегрировать остальную часть единой учебной программы средней школы. Наряду с этими реформами, Органический закон о высшем образовании создал Национальную систему оценки и приёма, в которой каждый старшеклассник должен был сдать экзамен, дающий право поступить в университет.

### Специальное и инклюзивное образование
11 июля 2018 года Министерством была представлена Национальная модель управления специализированными образовательными учреждениями, целью которой является ознакомление образовательного сообщества, государственных учреждений и общественных организаций с различными стратегиями развития, образовательными предложениями и мерами позитивной дискриминации, реализуемыми для учащихся с особыми образовательными потребностями.